# Uzech
 Uzech  es una comuna y población de Francia, en la región de Mediodía-Pirineos, departamento de Lot, en el distrito de Gourdon y cantón de Saint-Germain-du-Bel-Air. Está integrada en la Communauté de communes Quercy-Bouriane .

## Demografía
| 228 | 208 | 207 | 196 | 169 | 196 |
| Para los censos de 1962 a 1999 la población legal corresponde a la población sin duplicidades (Fuente: INSEE [Consultar]) |     |     |     |     |     |